# Buck Rogers XXVc
Buck Rogers XXVc (spesso chiamato Buck Rogers in the 25th Century) è un gioco di ruolo di fantascienza pubblicato dalla TSR alla fine degli anni ottanta. Oltre al gioco di ruolo furono pubblicati anche romanzi, fumetti e videogiochi. La sigla XXVc è riferita al secolo in cui è ambientata ("XXV century").
In seguito all'insuccesso commerciale tentò con una seconda ambientazione più fedele all'universo originale, High Adventure Cliffhangers Buck Rogers Adventure Game nel 1993.

## Storia editoriale
Buck Rogers è il protagonista dell'omonima striscia a fumetti ideata nel 1929 da John Flint Dille, il presidente del National Newspaper Syndicate of America e basato sul protagonista del romanzo breve Armaggeddon 2419 (Armageddon 2419 A. D., 1929) di Philip Francis Nowlan pubblicato nel numero di agosto della rivista Amazing Stories. Nowlan stesso era l'autore anche del fumetto, mentre venne disegnatori furono Dick Calkins, Russel Keaton  e Rick Yager. Il fumetto venne pubblicato dal 1929 fino al 1967. I diritti del fumetto rimasero di proprietà della famiglia Dille, amministrati dal Dille Family Trust.
Alla fine degli anni ottanta Lorraine Williams, nipote di John Dille, era presidente della TSR e decise di pubblicare un gioco di ruolo basato sulla proprietà di famiglia. Il gioco venne pubblicato nel 1990, con un regolamento basato su quello di Advanced Dungeons & Draggons 2ª edizione. La nuova ambientazione, scritta da Flint Dille, il fratello di Lorraine, differisce da quella della striscia a fumetti: l'universo è limitato al sistema solare, dato che le linee guida creative stabilivano che la storia dovesse scientificamente plausibile o quanto meno probabile e non science fantasy. In conseguenza di ciò la trama è incentrata su viaggi interplanetari e sulla terraformazione. Furono pubblicate alcuni moduli di avventura, così come una linea di romanzi e di fumetti. La vendita dei diritti del personaggio da parte del Dille Family Trust alla TSR era un ovvio conflitto di interessi per Lorraine Williams, dato che alla fine parte delle royalties pagate tornavano a lei.
La SSI, che all'epoca pubblicava una linea di videogiochi di ruolo basati su Advanced Dungeons & Dragons, pubblicò anche due videogiochi di ruolo basati sullo stesso motore grafico ambientati nell'universo di Buck Rogers.
In seguito allo scarso successo di vendita la TSR decise di ritentare con una nuova ambientazione, questa volta basata sul romanzo originale di Nowlan e su sulla striscia a fumetti,  nei quali l'insurrezione dei nativi americani scaccia i loro conquistatori mongoli comunisti. Il gioco chiamato High Adventure Cliffhangers Buck Rogers Adventure Game (Jeff Grubb e Steven Schend,1993) venne pubblicato come box in scatola e seguito da un supplemento High Adventure Cliffhangers Buck Rogers War Against The Han Campaign Supplement (Steven Schend, 1993) e da un romanzo.

## Meccaniche di gioco
Il regolamento è basato su un sistema a classi e livelli che è una variante di Advanced Dungeons & Dragons seconda edizione, con un sistema di abilità più avanzato.

## Ambientazione
L'ambientazione fu un reboot dell'originale ambientazione pulp della striscia a fumetti, alle cui idee e toni vennero aggiunti le idee della fantascienza degli anni ottanta, come l'ingegneria genetica e sistemi sociali oppressivi dominati da supercorporazioni.

### Storia
Nell'ambientazione del XXVc l'Unione Sovietica e gli Stati Uniti d'America hanno combattuto nel 1999 una guerra mondiale. Questa guerra spinge molti governi terrestri ad abbandonare la guerra convenzionale e a formare grandi alleanze. Tre di queste alleanze sono cresciute fino a diventare superpotenze, la Russo-American Mercantile ("RAM"), l'Indo-Asian Consortium ("IAC") e l'Euro-Bloc Faction ("EBF"). Nella seconda metà del XXI secolo queste tre superpotenze si alleano per formare la System States Alliance ("SSA"), allo scopo di esplorare e colonizzare il sistema solare. Lentamente la SSA inizia a terraformare i pianeti interni. Marte viene colonizzato dalla RAM, la Luna dall'EBF e Venere dalla IAC.
Nei laboratori di ingegneria genetica vengono sviluppate nuove razze di uomini, chiamate "gennie", come lavoratori specializzati in vari lavori (forza bruta per lavori pesanti, combattenti, minuscoli tecnici specializzati nella riparazioni ecc.), che vengono trattati più come delle proprietà che come individui.
Il metodo principale di viaggio interplanetario sono le navi con razzi alimentati dalla fusione nucleare. Una nave può pesare da 5 a 500 t.
Nell'anno 2275 la RAM si rivolta contro la Terra ottenendo l'indipendenza. Inoltre a causa della dipendenza della Terra da altri pianeti per le risorse, la RAM inizia a dominarla. Nel 2310 i rifugiati dalla Terra iniziano a colonizzare Mercurio. Nel secolo successivo iniziano a colonizzare anche la cintura degli asteroidi e Giove.
Nella prima metà del XXV secolo alcuni terrestri formano l'organizzazione New Earth Organization ("NEO"), con il piano di ribellarsi contro la RAM e recuperare l'indipendenza della terra. Dopo il recupero di Buck Rogers, la NEO viene rinforzata dall'alleanza con altri governi e con i pirati spaziali e riesce a scacciare la RAM e fermare il suo successivo attacco su larga scala.
La maggior parte del materiale è ambientata nel periodo temporale dal 2430 al 2460.

### Buck Rogers
Come in tutte le altre versioni dell'universo di Buck Rogers, il perno centrale della storia è Anthony "Buck" Rogers. In questo caso Buck è il pilota di un'astronave sperimentale per il governo degli Stati Uniti nel 1999. Buck viene inviato nello spazio per distruggere  "MasterLink",  un satellite pesantemente difeso che funziona da nodo informatico centrale per tutta la macchina da guerra sovietica, così chiamato dal nome dell'intelligenza artificiale che lo controlla. Sul satellite si trova anche, come backup per Masterlink, il cosmonauta sovietico Anatoly Kornukov, che aveva ucciso i genitori di Roger anni prima quando aveva abbattuto il volo di linea KAL 007, dichiarato volo spia dall'Unione Sovietica.
Il satellite Masterlink viene neutralizzato ma non distrutto e Karpov muore nello spazio, ma l'intelligenza artificiale integra la sua mente nei suoi programmi prima che questi muoia. Rogers sopravvive alla battaglia, ma la sua astronave è stata troppo danneggiata per tentare un rientro atmosferico. Tenta quindi di utilizzare un congegno criogenico sperimentale che lo ponga in ibernazione in attesa di un salvataggio. Comunque la guerra mondiale scoppia prima che si possa tentare un salvataggio e il suo corpo ibernato rimane a galleggiare nello spazio per i cinque secoli successivi.
Nel 2456 l'astronave di Roger viene scoperta e diverse fazioni tentano di recuperarla. Il pilota viene infine recuperato da un ricercatore civile, che lo risveglia dalla stasi criogenica riportandolo in vita. Rogers, alla scoperta di quanto è successo alla Terra durante la sua assenza, si unisce al movimento di resistenza di NEO. La sua esperienza, la sua dedizione e il suo valore simbolico come eroe del XX secolo si dimostrano infine la chiave per la sconfitta di RAM.

### Pianeti e altri corpi planetari
- Mercurio venne colonizzato da rifugiati dalla Terra dopo la rivolta della RAM. È abitata da tre gruppi di persone, i "Sun Kings" costruiscono gigantesche "farfalle" giganti per raccogliere l'energia del Sole e la rivendono a altri pianeti, trasmettendola mediante raggi in radiofrequenza. I minatori occupano miniere sotterranee da cui estraggono metalli. I rimanenti abitanti occupano "città cingolate", grandi veicoli che viaggiano sulla superficie del pianeta rimanendo costantemente nella zona crepuscolare per mantenere sopportabile la temperatura.
- Venere venne colonizzato fin dal principio dalla IAC ed è parzialmente terraformato. I venusiani non sono divisi in fazioni diverse e per la maggior parte della sua storia ha stretto un trattato di pace con Marte. Questa è stata una delle ragioni che ha permesso a RAM di conquistare la Terra.
- La Terra è ancora abitata dai terrestri. Le condizioni di vita sono cattive se confrontate a quelle degli altri pianeti interni, dato che a causa di secoli di sfruttamento da parte di RAM la maggior parte delle risorse naturali sono esaurite, la maggior parte delle città sono state demolite (le poche che rimangono, come New York o Los Angeles, sono grandi complessi multilivello chiamati 'orgs') e le speranze sono poche. In orbita intorno alla terra ci sono molti satelliti, specialmente nei punti di lagrange dell'orbita lunare, queste colonie L-5 sono ghetti sovraffollati.
- La Luna è stata colonizzata dall'EBF. Sono principalmente banchiere e mercanti interplanetari. I lunariani sono strettamente neutrali e difendono questa posizione con grossi acceleratori di massa installati sulla superficie lunare.
- Marte venne colonizzato da RAM ed è il primo pianeta ad essere colonizzato dall'Uomo. È il principale centro commerciale e industriale dell'intero sistema solare. RAM controlla tanto strettamente il funzionamento del pianeta che le parole RAM e Marte sono usate intercambiabilmente. La forza militare di RAM e il suo potere politico oscurano praticamente quello di tutti gli altri pianeti.
- La cintura degli asteroidi è un insieme di insediamenti liberamente organizzati e occupati principalmente da duri esseri chiamati "Belters". La cintura contiene porti spaziali e città che si occumano di estrazioni minerarie, commercio e attività illegali. La cintura degli asteroidi è anche la sede della Black Brotherhood ("Fratellanaza nera").
- Giove è il più distante degli insediamenti del sistema solare. Poiché è un gigante gassoso non è possibile terraformarlo con i metodi a disposizione, ma le sue numerose lune sono un buon sito per industrie, il crimine e basi segrete di tutti i tipi.
- Plutone e Caronte non sono abitati nel senso convenzionale del termine, ma vi è comunque una colonia di organismi nanotecnologici che si sono evoluti da alcuni esperimenti terrestri. Questi organismi tenteranno di invadere i pianeti interni, ma saranno fermati da una loro alleanza.

### Organizzazioni
- La Russo-American Mercantile, o "RAM", controlla Marte ed è la maggior superpotenza nel sistema solare. Nel XXV secolo RAM è diretta da Simund Holzerhein, un marziano sufficientemente ricco da permettersi di poter scaricare la sua coscienza in un computer, trasformandosi in una "personalità digitale". Dall'interno del computer centrale di RAM, Holzerhein può governare sfruttando le informazioni che lo circondano. I membri della RAM o hanno eredità una posizione di potere o hanno scalatoo i ranghi dal basso fino ad una posizione media. Sebbene la maggior parte dei dipendenti di RAM si consideri dalla parte del bene, la maggior parte del sistema solare ritiene che la supercorporazione sia corrotta e malvagia.
- La New Earth Organization, o "NEO", cerca di ricostruire la Terra e di renderla di nuovo prospera. Prima della conquista da parte di RAM, la Terra era il pianeta dominante del sistema solare, ed è il ricordo questa gloria a sostenere NEO. La maggior parte dei suoi membri usano soprannomi che richiamano le vecchie glorie della terra, come Beowulf o Washington. Il quartier generale di NEO, Salvation, è nascosto all'interno di un cimitero di vecchi satelliti orbitante intorno alla terra. Membri degni di nota di NEO sono Buck Rogers, Beowulf (il leader), Wilma Deering e Carlton Turabian (che gestisce la stazione di Salvation).
- La Black Brotherhood ("Fratellanza Nera") è una banda di pirati dello spazio che attacca astronavi in tutto il sistema solare. La loro base è nella cintura degli asteroidi. Nel XXV secolo il leader è Black Barney.

## Pubblicazioni

### XXVc
La TSR pubblicò i seguenti manuali per l'ambientazione XXVc:
- Jeff Butler, Mike Cook, Michael Dobson, Jeff Grubb, Warren Spector, James M. Ward (1990). XXVc: The 25th Century Role-Playing Game. ISBN 0-88038-854-4

Pubblicato come set in scatola contenente tre libretti (Characters and Combat, The Technology Book e The World Book) e quattro mappe a colori di vari luoghi, 24 carte a colori di astronavi e personaggi non giocanti, un foglio di counter e segnalini, uno schermo per il master e un set di dadi.
Characters and combat è un manuale di 96 pagine contenente le regole di creazione del personaggio (complete di THAC0, classe di armatura, abilità speciali di classe) e le regole di costruzione e combattimento per le astronavi
The Technology Book: è un manuale di 32 pagine contenente un elenco dell'equipaggiamento speciale disponibile, complete di peso e dimensioni.
 The World Book: manuale di 64 pagine, contenente un riassunto della situazione politica all'inizio del gioco nell'anno 2456, così come una descrizione dei vari luoghi di interesse del sistema solare.
- Troy Denning (1990). Neo in the 25th Century. ISBN 0-88038-873-0. I personaggi alla caccia di un artefatto alieno nella cintura degli asteroidi e sulle lune di Giove.
- Dale Henson (1990). Earth in the 25th Century. ISBN 0-88038-879-X. Supplemento sulle varie arcologie, città diffuse e altre caratteristiche della Terra.
- Ray Winniger (1990). Buck Rogers in the 25th Century . ISBN 0-88038-854-4. Avventura, i personaggi devono scoprire un traditore all'interno di NEO.
- Ray Winniger (1990). Mars in the 25th Century. ISBN 0-88038-864-1. Supplemento su Marte e l'organizzazione che lo controlla (RAM). Nuove tecnologie, come la sospensione vitale, cibergentica, vari tipi di sensori per navi e statistiche di creature e soldati di RAM.
- David 'Zeb' Cook (1991). Luna. ISBN 1-56076-092-3. Supplemento che descrive la Luna, potenza commerciale, finanziaria e ben difesa.
- Dale Henson (1991) Deimos Mandate. ISBN 1-56076-056-7. Avventura in cui i personaggi devono salvare un simpatizzante di NEO, prima che RAM lo catturi. Viene introdotto Marcus Wulfe, che sarà un avversario ricorrente nei moduli successivi.
- Dale Henson (1991). A Matter of Gravitol. Avventura in cui i personaggi devono impedire a RAM di sintetizzare una forma sintetica di gravitol (una droga fittizia usata per contrastare gli effetti della gravità zero, normalmente prodotta solo su Venere). Questo modulo è più orientato verso il combattimento nave contro nave, rispetto ai precedenti.
- Nigel D. Findley (1991). Phases of the Moon. ISBN 1-56076-095-8. Avventura in cui i giocatori devono fermare un ufficiale di NEO a cui è stato fatto il lavaggio del cervello e vuole tradire a favore di RAM. La maggior parte dello scenario si svolge sulla Luna e include alcune delle condizioni speciali in cui i lunariani devono vivere.
- Bruce Nesmith (1991). Sargasso of Space. ISBN 1-56076-065-6. I personaggi devono recuperare un prototipo di incrociatore rubato dai cantieri di NEO da un nuovo tipo di gennie. Il modulo espande la descrizione della cintura di asteroidi data in The Belt e fornisce un nuovo tipo di gennie. Introduce il concetto di "bottle", stazioni spaziali costruite su misura per imitare un clima e terreno specifico in un ambiente simulato.
- Dale Henson (1992). No Humans Allowed. ISBN 1-56076-387-6. Supplemento per gennie e campagne ad alto livello. Contiene una tabella THAC0 semplificata per tutti i vari gennie e nuove carriere. Contiene nuove informazioni sugli impianti di ricerca genetica e sui gennie, così come sintetizza le informazioni presentate nei moduli precedenti.
- William Tracy (1991). The Belt. ISBN 1-56076-096-6. Supplemento che dettaglia la cintura degli asteroidi e le persone che la abitano. Introduce un paio di nuovi tipi di gennie.
- William Tracy (1991). Inner Worlds. ISBN 1-56076-089-3. Supplemento su Mercurio e Venere.
- Dele Henson (1992). Hardware. ISBN 1-56076-389-2. Supplemento con nuove armi e equipaggiamento. Supplemento con nuovi equipaggiamenti per i personaggi e le loro astronavi.

### High Adventure Cliffhangers
La TSR pubblicò i seguenti manuali per l'ambientazione High Adventure Cliffhangers:
- Jeff Grubb e Steven E. Schend (1993). High Adventure Cliffhangers Buck Rogers Adventure Game. ISBN 1-56076-636-0.

Pubblicato come set in scatola contenente tre libretti, Rule book (32 pagine), World Book (40 pagine) e Adventure Book (48 pagine), più 40 gettoni esperienza, 2 mappe, 10 dadi a sei facce e un foglio di pedine.
- Steven E. Schend (1993). Buck Rogers War Against the Han. ISBN 1-56076-683-2 (Guida per la gestione di campagne, pensato per i principianti. Contiene un'avventura di esempio, generatore casuali di avversari e trame e informazioni aggiuntive sull'ambientazione).

## Altri media
L'ambientazione XXVc venne supportata anche da diversi altri prodotti.

### Romanzi

#### XXVc
- Flint Dille, Abigail Irvine, Melinda Seabrooke [M.S.] Murdock, Jerry Oltion, Ulrike O'Reilly & Robert Sheckley (1989). Arrival. ISBN 0-88038-582-0

The Martian Wars Trilogy
- M.S. Murdock (1989). Rebellion 2456. ISBN 0-88038-728-9
- M.S. Murdock (1989). Hammer of Mars. ISBN 0-88038-751-3
- M.S. Murdock (1989). Armageddon off Vesta. ISBN 0-88038-761-0

The Inner Planets Trilogy
- John Miller (1990). First Power Play. ISBN 0-88038-840-4
- M.S. Murdock (1990). Prime Squared. ISBN 0-88038-863-3
- Britton Bloom (1991). Matrix Cubed. ISBN 0-88038-885-4

The Invaders of Charon Trilogy
- C.M. Brennan (1992). The Genesis Web. ISBN 1-56076-093-1
- William H. Keith Jr. (1992). Nomads of the Sky. ISBN 1-56076-098-2
- William H. Keith Jr. (1993). Warlords of Jupiter. ISBN 1-56076-576-3

#### High Adventure Cliffhanger
Martin Caidin (1994). Buck Rogers: A Life in the Future. ISBN 0-78690-144-6.

### Fumetti
I fumetti furono pubblicati dalla TSR West, una divisione della TSR con sede a Hollywood diretta da Flint Dille. A ogni fumetto erano aggiunte 4 pagine di materiale di gioco, trasformandoli in cosiddetti comic module. Nel 1992 la TSR West venne chiusa e la pubblicazione dei fumetti cessò.

### Videogiochi
La SSI pubblicò i seguenti videogiochi:
- Buck Rogers XXVc SF Computer RPG, Volume I: Buck Rogers: Countdown to Doomsday (Graeme Bayless, Bret Berry, 1990) per Amiga, Commodore 64, MS-DOS, Sega Mega Drive.
- Buck Rogers XXVc SF Computer RPG, Volume II: Buck Rogers: Matrix Cubed (1992, MS-DOS.)

### Giochi da tavolo
Nel 1988 venne pubblicato il gioco da tavolo strategico Buck Rogers: Battle for the 25th Century Game, che pur non utilizzando ancora il marchio XXVc, anticipava in parte la nuova ambientazione nel sistema solare.